# Рейт Бернгард Йосипович
Бернгард Осипович Рейт (нім. Bernhard von Reith;  1770, Майнц — 23 грудня 1824, Харків) — німецький і російський історик.
Початкову освіту здобув у Майнці. Подальшу освіту здобував в Єні, Лейпцигу та Геттінгені. Був на цивільній службі, обіймав посади члена управи та президента суду. Протягом року був віце-директором педагогічного інституту в Дерпті.
На запрошення попічителя Харківського навчального округу графа Северина Потоцького наприкінці 1804 року приїхав до Харківського університету, щоб викладати історію європейських держав і статистику. З 1811 року — професор кафедри природного, політичного і народного права. З 1814 року — ординарний професор. З 1815 по 1822 роки обирався деканом етико-політичного відділення, членом училищного комітета. У 1817—1824 роках — університетський бібліотекар, хранитетель мінц-кабінету. Протягом своєї викладацької діяльності читав загальну історію, статистику, географію, природне, державне і народне право, політичну економію і дипломатику. Першим у Харківському університеті читав курс російської історії латинською мовою.

## Науковий доробок
- Historisch-politische Briefe nebst dem Versuche Geschichte einer der ehemaligen Reichsstadt Mainz. — Мангейм, 1789.
- Geschichte der Königlicher Macht und der Staatsveränderung in Frankreich vom Untergange der Ligue bis zur Republik. — Лейпциг, 1796—1797.
- Gemählde der Revolutionen in Italien. — Лейпциг, 1798.
- Des Generals Dümouriez Historisch-Statistisches Gemählde von Portugal. — Лейпциг, 1798.
- Reise nach Sicilien, Athen, Constantinopol und so weiter. — Лейпциг, 1798.
- Specimen historiae Rossorum. Pars prior. — Харків, 1811.
- Geist der literarischen Cultur der Orients und Occidents. — Харків, 1811.
- Der Orient. — Харків, 1814.